# جهانگیر حسن‌زاده
جهانگیر حسن‌زاده (ترکی آذربایجانی: Cahangir Əli oğlu Həsənzadə؛ زادهٔ ۴ اوت ۱۹۷۹) بازیکن فوتبال اهل جمهوری آذربایجان است.
از باشگاه‌هایی که در آن بازی کرده‌است می‌توان به باشگاه فوتبال آزال باکو، باشگاه فوتبال تاوریا سیمفروپول، باشگاه فوتبال خزر لنکران، باشگاه فوتبال نفتچی باکو، باشگاه فوتبال قبله، باشگاه فوتبال قره‌باغ، و باشگاه فوتبال کشله اشاره کرد.
وی همچنین در تیم ملی فوتبال جمهوری آذربایجان بازی کرده‌است.